# North American F-107
O North American F-107 foi uma aeronave produzida pela North American que concorreu para a Força Aérea dos Estados Unidos. Um caça-bombardeiro táctico dos anos 50, era alimentado por um motor turbojet e foi baseado no F-100 Super Sabre, mas continha muitas inovações e características radicais, sendo a mais notável as entradas de ar em cima da fuselagem. Efectuou o seu primeiro voo no dia 10 de Setembro de 1956, estando a bordo o piloto de testes Bob Baker.
Apenas três exemplares foram construídos. Num concurso com outras aeronaves, perdeu a chance de entrar para contrato contra o F-105 Thunderchief, o que fez com que o F-107 não passasse de uma aeronave de testes.